# Hyderym
Hyderym  (ucraniano: Гидерим) es una localidad del Raión de Podilsk en el Óblast de Odesa de Ucrania. Según el censo de 2001, tiene una población de 935 habitantes.